# Sivý kameň (přírodní památka)
Sivý kameň je přírodní památka v katastrálních územích Podhradie a Lehota pod Vtáčnikom v okrese Prievidza v Trenčínském kraji na Slovensku. Území bylo vyhlášeno v roce 1973 a jeho rozloha je 13,81 hektaru. Předmětem ochrany je skalní útvar v sopečném pohoří s výskytem chráněných druhů rostlin. V území se nachází zřícenina hradu Sivý kameň.